# Moscow Township (Iowa)
Moscow Township est un township du comté de Muscatine en Iowa, aux États-Unis,.
Le township est fondé en 1842.

## Source de la traduction
- (en) Cet article est partiellement ou en totalité issu de l’article de Wikipédia en anglais intitulé « Moscow Township, Muscatine County, Iowa » (voir la liste des auteurs).